# Dl Stimpson, contra-cronometru
Dl Stimpson, contra-cronometru (titlu original: Clockwise) este un film britanic de comedie din 1986 regizat de Christopher Morahan și produs de  Michael Codron. Scenariul este realizat de dramaturgul și romancierul englez Michael Frayn. Rolurile principale au fost interpretate de actorii John Cleese și Penelope Wilton.
Pentru interpretarea sa actoricească din acest film Cleese a câștigat în 1987 Premiul Peter Sellers pentru Comedie la Evening Standard British Film Awards. Cele mai multe scene urbane au fost turnate în West Midlands, Yorkshire și Lincolnshire, iar scenele rurale au fost filmate în mare parte în Shropshire.
Brian Stimpson este un director britanic de liceu a cărui viață foarte organizată ajunge în haos în încercarea acestuia fără succes de a ajunge la timp la o conferință din Norwich unde a fost ales președinte al școlilor independente din Regatul Unit (HMC). 

## Prezentare
În Anglia, Bryan Stimpson este un perfecționist. Acesta trebuie să țină un discurs în cadrul conferinței directorilor școlilor, unde a fost numit președinte. Bryan îi spune soției că nu vrea să meargă împreună la conferință deoarece trebuie să se ducă singur. Soția sa îl duce la gară, dar din cauza unei neînțelegeri, Bryan pierde trenul. El încearcă s-o găsească pe soție ca să-l ducă cu mașina la conferință, dar în zadar. După ce se întâlnește cu una dintre elevele sale, îi cere acesteia să-l ducă cu mașina ei.  
Ea este de acord dar nu-și avertizează părinții că le-a împrumutat mașina, prin urmare părinții anunță poliția care pleacă în căutarea mașinii considerate furate. Cei doi se opresc într-o benzinărie ca să alimenteze. Soția lui Stimpson îi vede și-și imaginează că soțul ei o înșeală. Din cauza grabei, Stimpson uită să plătească pentru benzină fiind urmărit de poliție și din acest motiv.
Mai târziu, vrea să ia legătura cu organizatorii conferinței pentru a-i anunța că întârzie: dar cabinele publice de telefonie nu funcționează cum trebuie. Furios, distruge telefonul dintr-o cabină și poliția din apropiere este avertizată de stricăciunile produse. Sunt prinși din urmă de o mașină de poliție, după ce au oprit la margine drumului, dar se ciocnesc de aceștia.  În cele din urma mașina studentei ajunge blocată în noroi pe un câmp. Stimpson, al cărui costum e plin de noroi, va căuta apoi descurajat ajutor într-o mănăstire unde face o baie. Un țăran scoate mașina din noroi folosind un tractor. Bryan se îmbracă în călugăr și împreună cu eleva rămân fără mașină. Cei doi fură o altă mașină, costumul șoferului și portofeul acestuia.
În cele din urmă Bryan Stimpson ajunge tocmai la timp pentru discursul său. După ce ține discursul, este arestat de poliție.

## Distribuție
- John Cleese ca Brian Stimpson
- Penelope Wilton ca Pat
- Alison Steadman ca Gwenda Stimpson
- Stephen Moore ca Mr. Jolly
- Sharon Maiden ca Laura Wisely
- Tony Haygarth ca fermier pe tractor
- Alan Parnaby ca polițist de lângă cabina telefonică